# 麒麟之翼
《麒麟之翼》是日本作家東野圭吾的長篇推理小說，也是「加賀恭一郎系列」的第九本小說。本作融合描寫家庭問題的《紅色手指》和描寫人情的《新參者》兩本作品的要素，作品的主題是「來自悲劇的希望與祈禱」。
舞台和《新參者》一樣是在日本橋。因這裏是五街道的起點，所以在橋的中央設置長著大翅膀的麒麟像為裝飾，象征「從這裏振翅高飛」。因標題「麒麟之翼」指的就是這個麒麟像，所以在故事中這個麒麟像有著重要的意義。

## 出版書籍
| 出版社       | 出版日期      | 格式   | 頁數  | ISBN                   | 譯者   |
| ------------ | ------------- | ------ | ----- | ---------------------- | ------ |
| 講談社       | 2011年3月3日  | 單行本 | 325頁 | ISBN 978-4-06-216806-9 | 不適用 |
| 獨步文化     | 2012年11月1日 | 平裝書 | 352頁 | ISBN 978-986-604-334-5 | 阿夜   |
| 南海出版公司 | 2013年8月1日  | 平裝書 | 288頁 | ISBN 978-754-426616-1  | 田秀娟 |
| 講談社       | 2014年2月14日 | 文庫本 | 372頁 | ISBN 978-4-06-277766-7 | 不適用 |

## 宣傳詞
- 本應由此出發，為夢想振翅。
- 即使誰都不相信，至少自己要去相信。

## 故事簡介
中年男子前胸中刀，靠臥在警局附近的帶翼麒麟像底座上，送醫不治。警方搜索現場附近地區。可疑男子見警逃逸時發生車禍，昏迷送醫，生死未卜，身上搜出被害者的物品，警方據此判定為凶手。但動機及凶器來源一切成謎，更不明白死者為何以最後一口氣走向麒麟像。
疑凶同居女友於案發前曾接獲男友來電：『犯下不該犯的錯……』但仍堅信男友不致行凶。
警方查出被害者與疑凶任職於同家公司。被害者為極高階主管，疑凶為派遣人員。由於警方查出公司隱匿職業傷害，輿論大幅轉向，警方亦朝因此事引起的恩怨方向偵辦。
由於案發現場是疑凶與被害人皆無地緣關係，又皆無從訊問，警方高層欲以現有證據囫圇了事。轄區刑警加賀決心追查背後的原因，給家屬交代。同組的表弟，警視廳刑警松宮一同追查，認定加賀必有所見。
加賀以查案為由，對父親的週年忌採無可無不可的態度，送父親最後一程而熱衷於週年忌的護理師大表不滿。加賀面對護理師的壓力難以招架，而表弟又在旁敲邊鼓。
在加賀和松宮調查的過程中，由於察覺到原先對父親不假辭色的悠人竟然開始捍衛自己父親的名譽而認為有異，並在抽絲剝繭下，發現了悠人涉及三年前一件學弟在學校泳池溺水的事件，進而發現他與游泳社的其他同學是造成學弟因此變成植物人的元兇，於是開始追查這些人的蹤跡。
最後加賀查明整個真相並告訴悠人，整件事情是因為青柳武明發現自己兒子涉及傷害學弟的案子，因此一心要替他贖罪而接續為學弟祈求早日康復，並約出其中一人杉野達也詢問當時的整體事實，卻反而遭到不想讓罪行曝光的達也刺殺，但一心想為其子贖罪的武明卻奮力走到設有麒麟之翼的日本橋上，要以此告訴悠人不要因害怕而逃避，要像代表日本道路起點的麒麟一樣，重新出發為自己的罪過贖罪，悠人因此發覺父親對他的關愛而後悔不已並決心與其他朋友一起面對。
真相的揭露洗清八島罪嫌，他僅是搶劫垂死的青柳武明，並未殺人。加賀將有關八島生前努力找尋工作想要給香織和兩人的孩子過好生活的事情告訴香織，讓她因此要決定要好好扶養與八島間的孩子，最終加賀和松宮再次來到麒麟之翼的雕像下為香織送行，並在護理師的催促下轉身離開，繼續解決加賀家自己的問題。

## 登場人物
關於加賀恭一郎、加賀隆正、松宮修平、金森登紀子等人物請參看「加賀恭一郎系列－登場人物」。
青柳 武明（Aoyagi Takeaki）
日本橋案件的被害者。建築部件制造商「兼關金屬」的制造本部長。為人敦厚老實，卻苦惱於與兒子悠人處不來。
青柳 悠人（Aoyagi Yuuto）
武明的兒子。中學時代曾參加過遊泳部，但卻不知為何而放棄游泳並且因為某事而與父親處不來。
中原 香織（Nakahara Kaori）
八島的同居戀人。福島縣出身，和八島一起在護養設施長大。對於八島一直沒在找工作一事相當在意。
八島 冬樹（Yajima Fuyuki）
日本橋案件的嫌疑人。過去曾被派遣到「兼關金屬」工作。但因為某件事而被解雇。
青柳 遙香（Aoyagi Haruka）
被害者的女兒，悠人的妹妹。苦惱於周遭的人對父親之死的態度。
青柳 史子（Aoyagi Fumiko）
被害者的妻子，悠人和遙香的母親。
杉野 達也（Sugino Tatsuya）
悠人的朋友。中學時代游泳部的同伴，高中也在一起。
黑澤 翔太（Kurosawa Shouta）
悠人的朋友。中學時代遊泳部的同伴。
糸川（Itokawa）
悠人他們中學時代遊泳部的顧問。對於三年前游泳社發生的意外，似乎有所隱瞞。
小竹（Kotake）
「兼關金屬」的工場長。
吉永 友之（Yoshinaga Tomoyuki）
悠人他們中學時代遊泳部的學弟。在練習中發生了意外，雖然保住性命但至今意識還沒恢復。

## 書籍評價
- 2011年 「週刊文春推理小說 Best 10」　第7名
- 2012年 「這本推理小說真厲害！」　第20名[1]
- 2012年 「這本懸疑小說我想讀！」　第11名[2]

## 作品相關
在2011年3月發生的東北地方太平洋沖地震之際，本書加印的版稅作為救災款項捐獻給了災區。

## 電影
於2012年1月28日在日本上映，標題為「麒麟之翼 ～劇場版•新參者～」。配給為東寶。本作為2010年4月播放的電視連續劇週日劇場「新參者」以及2011年1月播放的電視特別篇「東野圭吾Mystery 新春電視劇特別企劃 紅手指～『新參者』加賀恭一郎再次登場！」的續篇。電影於日本全國377條院線上映，上映頭兩天的票房為2億7千多萬日圓，觀影人次約有21萬人。最後總票房成績為16億8千萬日圓。
本片於2012年4月20日在台灣上映，同年6月21日在香港上映。本片也是2012年上海國際電影節上映電影之一。
Blu-ray和DVD于2012年7月27日發售。

### 主演
- 加賀恭一郎 - 阿部寬；官志宏（中文配音）
- 中原香織 - 新垣結衣；陶敏嫻（中文配音）
- 松宮修平 - 溝端淳平；蔣鐵城（中文配音）
- 青柳悠人 - 松坂桃李；何志威（中文配音）
- 吉永友之 - 菅田將暉；馬伯強（中文配音）
- 杉野達也 - 山崎賢人
- 横田省吾 - 柄本時生
- 青柳遥香 - 竹富聖花（藝名已更改為春花）
- 青柳史子 - 相築亞希子；陶敏嫻（中文配音）
- 黑澤翔太 - 聖也
- 青山亞美 - 黑木美沙（友情演出）；陶敏嫻（中文配音）
- 加賀隆正 - 山崎努（特別演出）；官志宏（中文配音）
- 八島冬樹 - 三浦貴大；蔣鐵城（中文配音）
- 系川肇 - 劇團一人
- 吉永美重子 - 秋山菜津子
- 小竹由紀夫 - 鶴見辰吾
- 小林秀信 - 松重豐
- 金森登紀子 - 田中麗奈
- 青柳武明 - 中井貴一；馬伯強（中文配音）

### 製作人員
- 原作 - 東野圭吾《麒麟之翼》（講談社刊）
- 導演 - 土井裕泰
- 劇本 - 櫻井武晴
- 音樂 - 菅野祐悟
- 監製 - 濱名一哉
- 製片 - 那須田淳、伊與田英德、進藤淳一
- 攝影 - 山本英夫
- 美術 - 金勝浩一
- 照明 - 小野晃
- 錄音 - 武進
- 剪輯 - 穗垣順之助
- 副導演 - 杉山泰一
- 記録 - 鈴木一美
- 製作擔當 - 横原誠
- 執行製片 - 橋本靖
- 音樂製作 - 志田博英
- 助理製片 - 辻本珠子
- 協力 - 名橋日本橋保存會、三井不動產株式會社、人形町商店街協同組合、甘酒横丁商店會
- 製作公司 - Film face
- 製作 - 電影『麒麟之翼』製作委員會
- 發行 - 東寶

製作委員會成員
- TBS電視
- 東寶
- LesPros entertainment
- 毎日放送
- 電通
- 講談社
- 中部日本放送
- RKB每日放送
- 茂田Office
- 北海道放送
- TBS廣播與信息公司

### 主題歌
- JUJU「sign」（作詞：／作曲：／編曲：）（Sony Music Associated Records）

### 電影評價
- 2012年 第55回 「第36回藍絲帶獎 最佳男主角」：阿部寬 獲獎
- 2013年 第36回 「日本電影金像獎 最佳新人奬」：松坂桃李　獲獎